# Panorama Armstrong, Beere e Hime
O panorama Armstrong, Beere e Hime é um quase completo panorama da cidade de Toronto feito em 1856-1857 pela empresa Armstrong, Beere e Hime. foram as primeiras fotos conhecidas da cidade de Toronto e criam um registro quase completo da cidade naquele tempo. A história ficcional das fotos e sua história desempenha um papel central na Consolação de Michael Redhill.
Eles foram criados pela empresa Armstrong, Beere and Hime sob contrato com a cidade de Toronto. Em 1857, o British Colonial Office estava resolvendo qual cidade deveria ser feita a capital dos Canadas. Como parte de sua candidatura, a cidade de Toronto resolveu apresentar um conjunto de fotos da cidade às autoridades de Londres. A cidade pagou a Armstrong, Beere e Hime £ 60 para criar quatro cópias de 25 fotos. As imagens panorâmicas foram tiradas do telhado do Rossin House Hotel, na esquina sudeste das ruas King e York.